# Hebenstretia namaquensis
Hebenstretia namaquensis är en flenörtsväxtart som beskrevs av H. Roessler. Hebenstretia namaquensis ingår i släktet gatörter, och familjen flenörtsväxter. Inga underarter finns listade i Catalogue of Life.